# نسیم توچال
نسیم توچال مهمترین جریان محلی تهران است. این نسیم از دیرباز شناخته می‌شده و به باد توچال معروف بوده‌است. استفاده از جریان این نسیم در گذشته پیوسته برای خنک کردن فضاهای تابستانی مورد توجه بوده‌است.
روند تغییرات و تناوب روزانهٔ این باد بدین شکل است که در طی شب با سرد شدن سریع رشته کوه البرز، یک کانون پرفشار محلی روی رشته کوه توچال شکل می‌گیرد و این جریان سرد به دلیل فشار زیاد به سمت پایین کوه می‌وزد. به این ترتیب شب‌ها نسیمی از سمت شمال شهر و از جانب ارتفاعات البرز شروع به وزیدن به درون شهر می‌کند و خیابان‌ها و بزرگراه‌هایی که راستای شمالی-جنوبی دارند مانند بزرگراه چمران، خیابان ولیعصر، و بزرگراه مدرس به خوبی این جریان را هدایت می‌کنند و تا نقاط مرکزی شهر نفوذ می‌دهند. این جریان تا آغاز صبح ادامه دارد و در نتیجهٔ آن دود و آلودگی و گرد و غبار فضای شهر به‌تدریج به جنوب شهر انتقال می‌یابد. به همین دلیل صبحها دید افقی به سمت شمال شهر زیاد است. در مقابل، جنوب شهر مانند شهر ری و کوه بی‌بی‌شهربانو در هاله‌ای از دود و گرد و غبار قرار دارد و غالباً نوک کوه بی‌بی‌شهربانو از ورای این هالهٔ دود پیداست. در طی روز با طلوع خورشید و گرم شدن سریع تر دامنه‌ها به علت کسب انرژِی و گرمای بیشتر تحت تأثیر شیب دامنه، اختلاف جنس کوه و دشت، جهت جریان هوا عوض می‌شود و هوا دوباره به سمت دامنه‌های توچال می‌وزد. بررسی گلبادهای ساعتی و روزانهٔ ایستگاه هواشناسی مهرآباد نسیم توچال را به خوبی نشان می‌دهد. به طوری که جریان شمالی تقریباً در ساعت ۱۸٫۵ آغاز شده و تا ساعت ۶٫۵ صبح به اوج خود می‌رسد. شدت این جریان به اختلاف دما و فشار هوای سطح شهر و دامنه‌های البرز بستگی دارد.